# Trichocentrum microchilum
Trichocentrum microchilum là một loài lan được tìm thấy ở México (Chiapas) to El Salvador.

## Hình ảnh

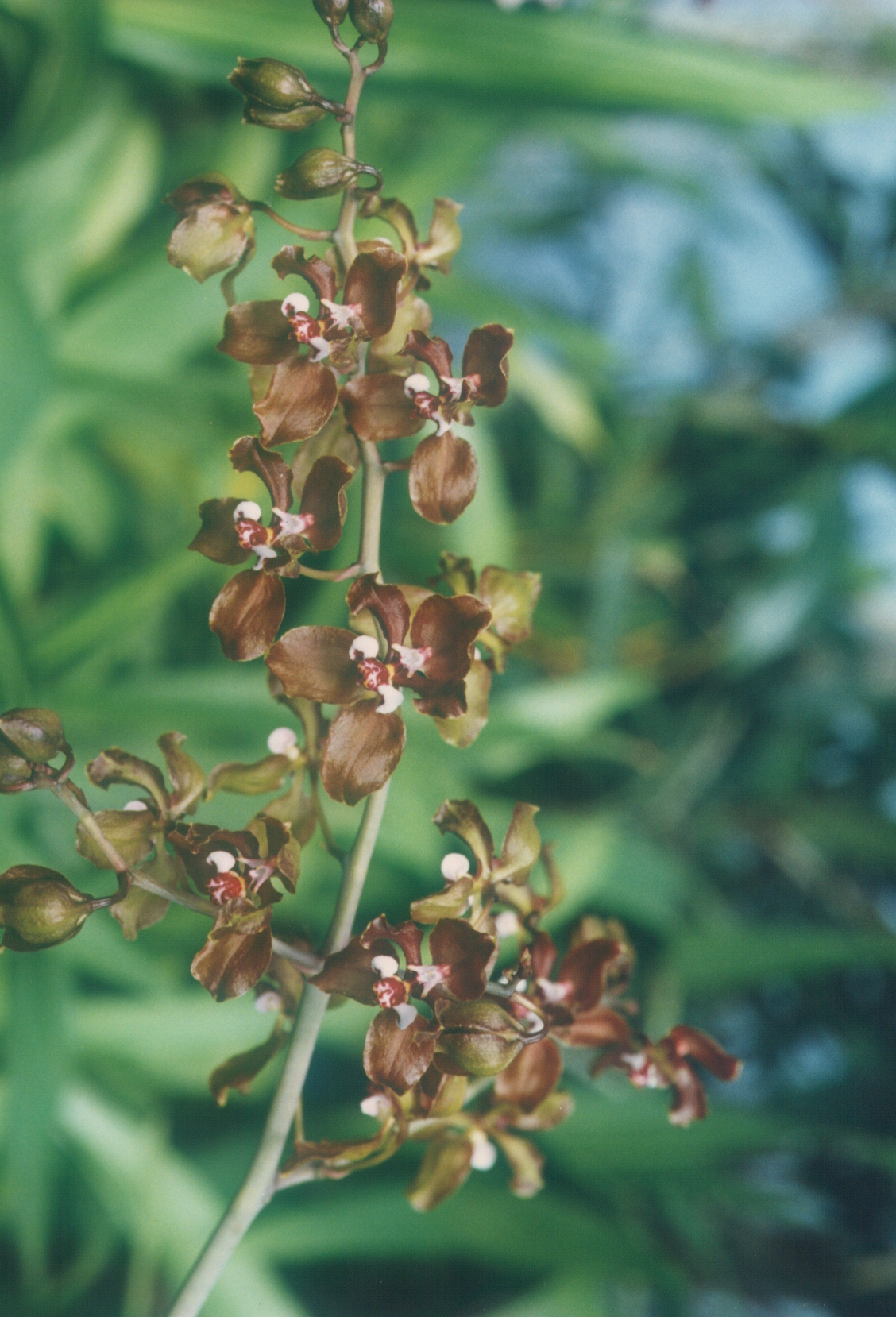
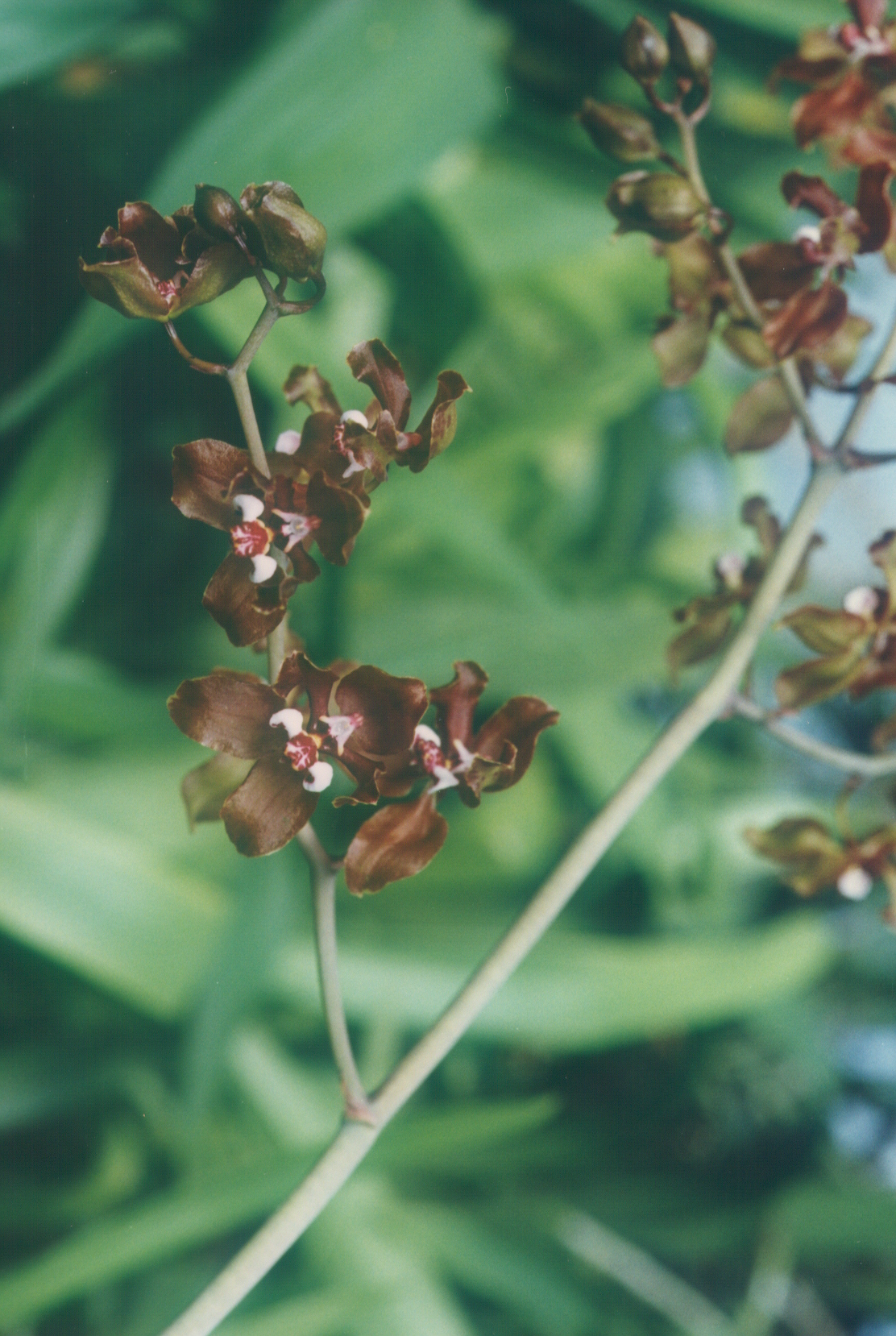
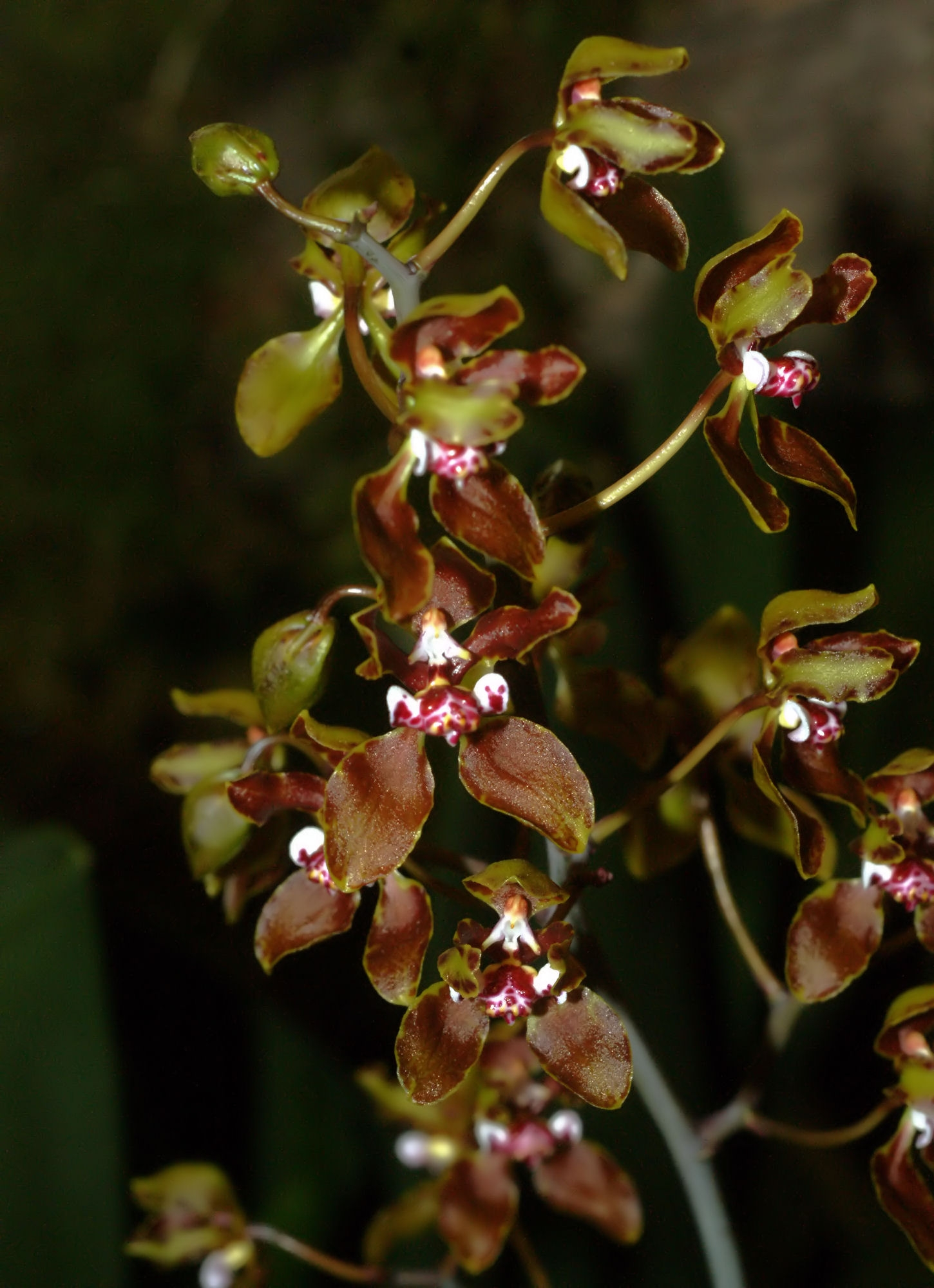
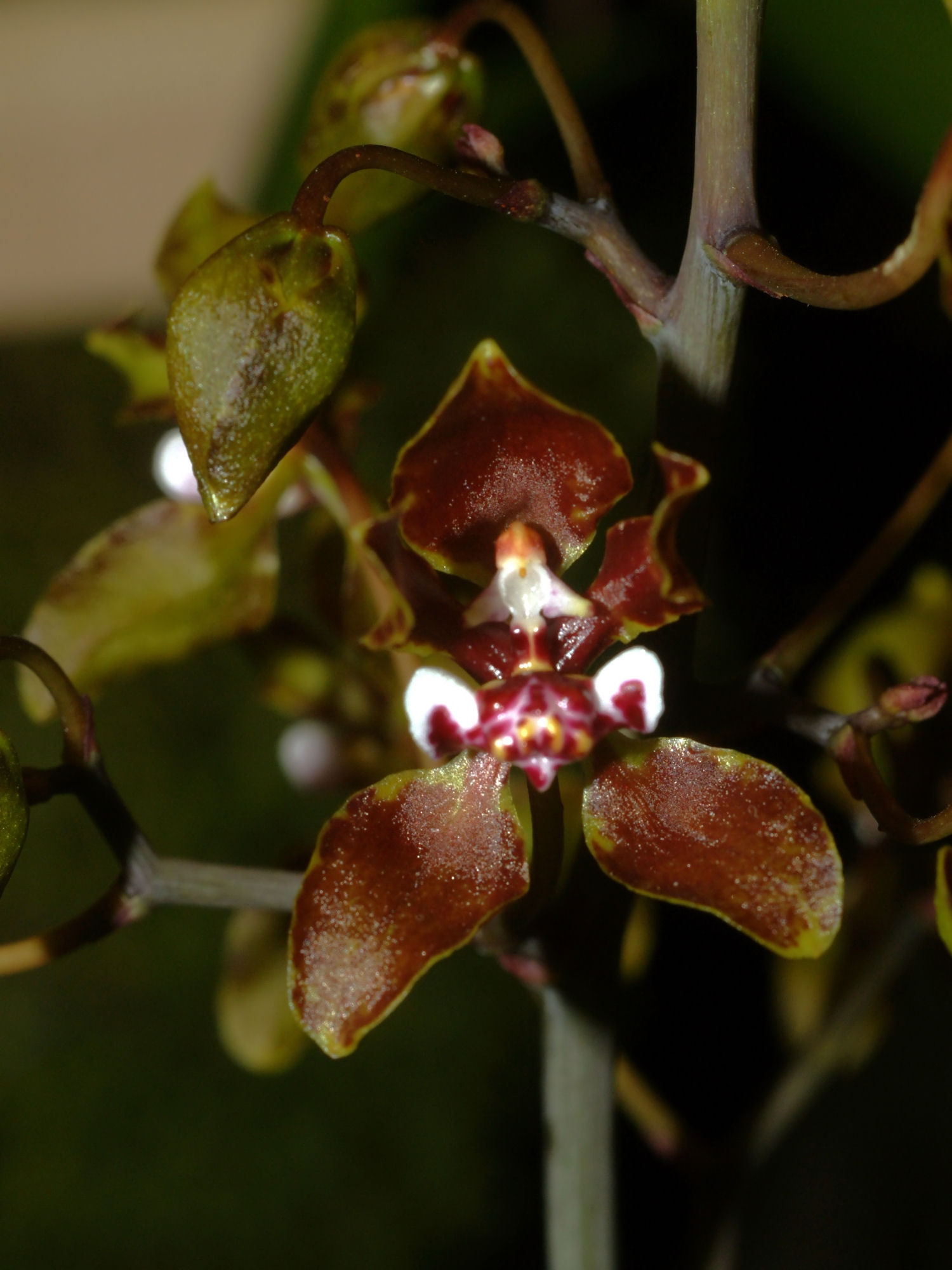